# Christiansborg
Pour les articles homonymes, voir Borgen.

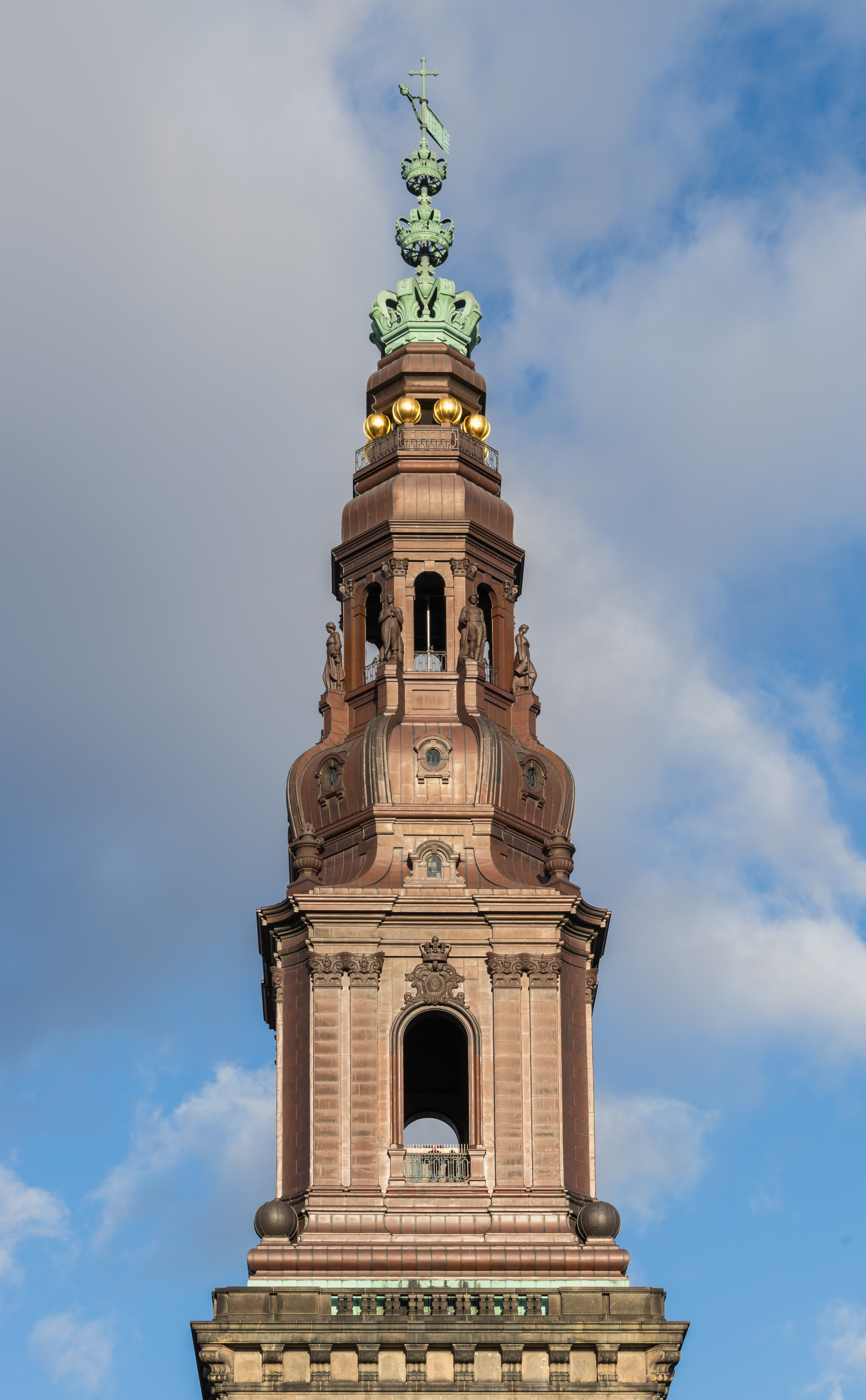
La flèche, avec ses trois couronnes.

Le château de Christiansborg (en danois : Christiansborg Slot) est un palais royal et bâtiment gouvernemental situé sur l'île de Slotsholmen au centre de Copenhague. C'est le siège du Parlement danois (le Folketing), du ministère d'État et de la Cour suprême. De plus, la monarchie danoise occupe encore plusieurs parties de ce palais, qui fut la résidence principale des rois de Danemark jusqu'en 1794, notamment les salles d'apparat, la chapelle palatiale et les Écuries royales danoises (da).
Le palais actuel est le dernier d'un grand nombre de bâtiments qui se trouvent sur le site depuis le XIIe siècle et qui, depuis le XVe siècle, abritent le pouvoir central du Danemark. Il abrite toujours les institutions centrales les plus importantes du pouvoir de l'État et est souvent surnommé « Rigsborgen » (« Le Château du Royaume ») ou simplement « Borgen » (« Le Château »).
Le château fut incendié et reconstruit à deux reprises, et les quelques pièces sauvées des incendies côtoient celles de la dernière campagne de construction : les bâtiments regroupés autour du carrousel (écuries, stalles et théâtre) appartiennent au premier Christiansborg. Il en va de même pour le musée Thorvaldsen qui occupe l'ancienne remise des carrosses royaux, remaniée par Michael Gottlieb Bindesbøll. Le seul bâtiment intact provenant du second Christiansborg est la chapelle palatiale. Cependant, quelques-uns de ses éléments ont été transférés dans d'autres endroits.

## Histoire

### Avant Christiansborg
Avant la construction du premier Christiansborg, l'île de Slotsholmen comportait le fort d'Absalon (Absalons borg), édifié dans les années 1170 et incendié sur ordre de la Hanse lorsqu'elle prit la ville. Sur les ruines de l'Absalons borg fut construit le château de Copenhague (Københavns Slot), qui fut dès lors la résidence royale, lorsque Christophe de Bavière s'installa à Copenhague en 1443. Durant les siècles suivants furent effectuées de nombreuses modifications et extensions de ce château, et lorsque Frederik IV entama des travaux plus radicaux au XVIIIe siècle, les vieilles fondations ont commencé à céder.
On peut voir des ruines du fort d'Absalon et du château de Copenhague au sous-sol de l'aile centrale du château actuel.

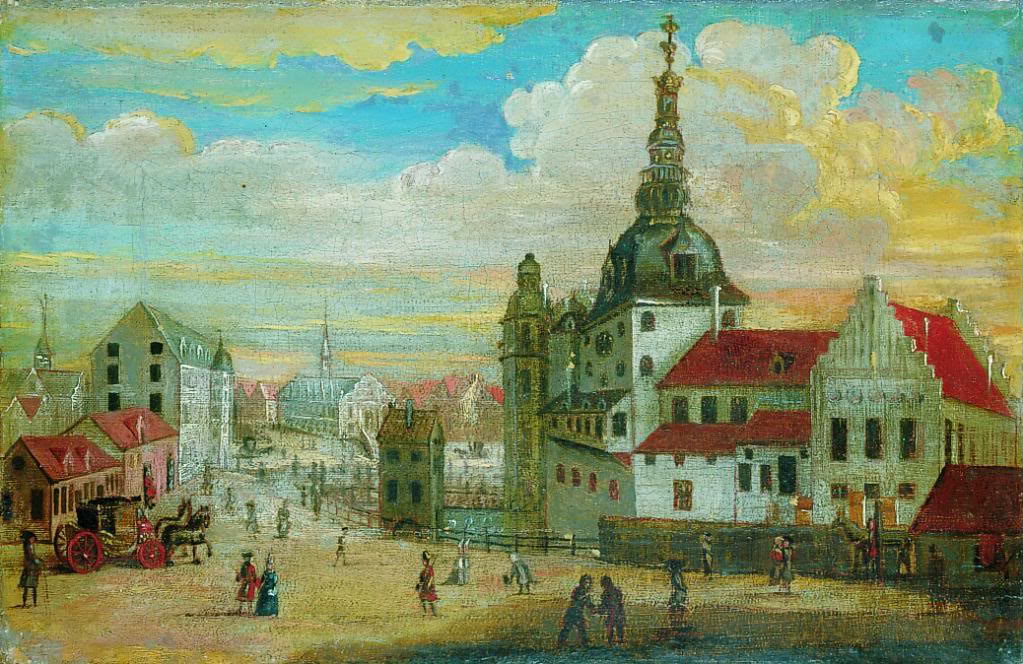
Le château de Copenhague en 1698.

### Le premier Christiansborg
Lorsque Christian VI accéda au trône en 1730, le vieux château était étroit et sombre, et il décida de construire un tout nouveau palais sur de nouvelles fondations : le premier Christiansborg. L'architecte choisit fut Elias David Häusser, mais la direction de la plus grande part de l'aménagement intérieur fut laissé à Laurids de Thurah et Nicolai Eigtved.
Les travaux commencèrent en 1731 avec le démantèlement du château de Copenhague. De nombreux terrains environnants furent achetés et dégagés, le terrain fut égalisé et les anciennes douves comblées pour offrir une zone constructible. Le roi posa la première pierre le 21 avril 1733, ce qui permit d'entamer la maçonnerie.
Le palais fut habitable dès 1740, et le 5 octobre les chevaux et voitures du roi purent l'intégrer. L'installation du roi, temporairement logé au palais de Frederiksberg, fut menée en grande pompe, saluée par les canons le 26 novembre.
C'était un magnifique palais rococo composé de quatre ailes, dont le carrousel et l'église nous sont parvenus. Le prix des travaux fut très élevé, coûtant l'équivalent d'un semestre de revenus pour l'ensemble du royaume, ou encore la valeur des biens de toute l'île de Zélande.

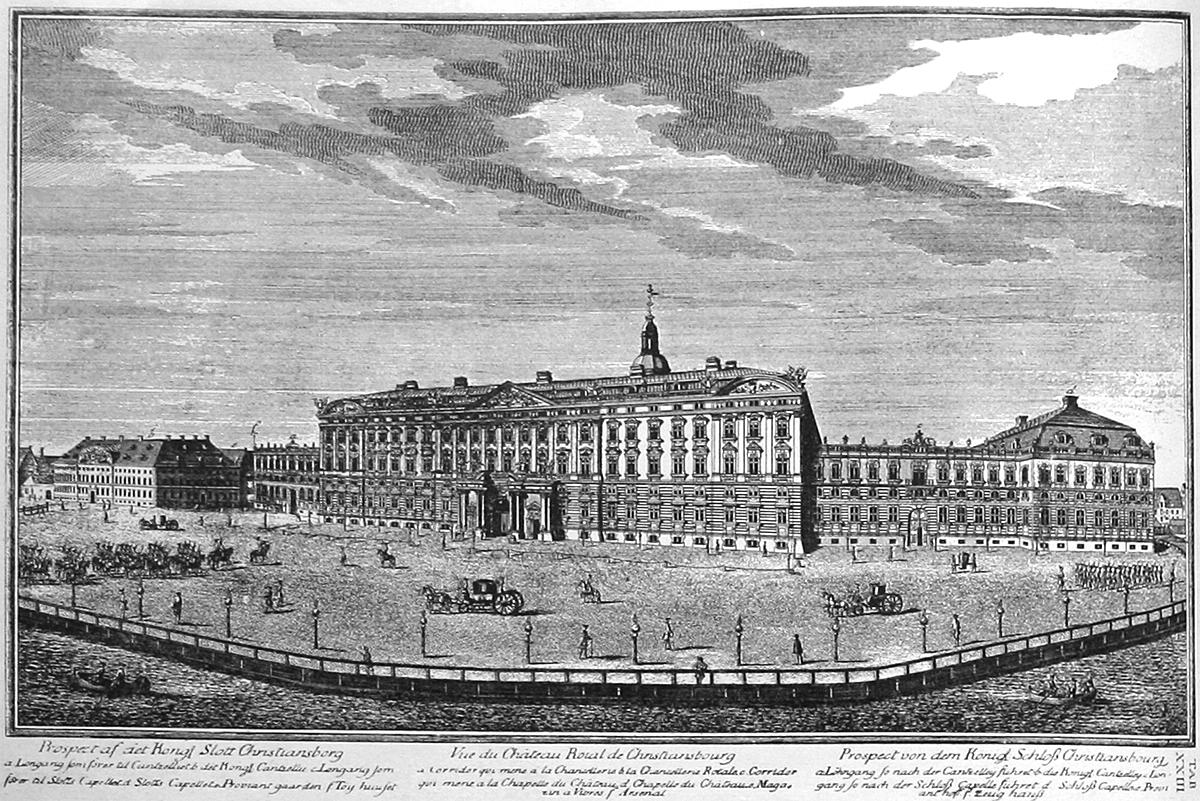
Le premier Christiansborg.
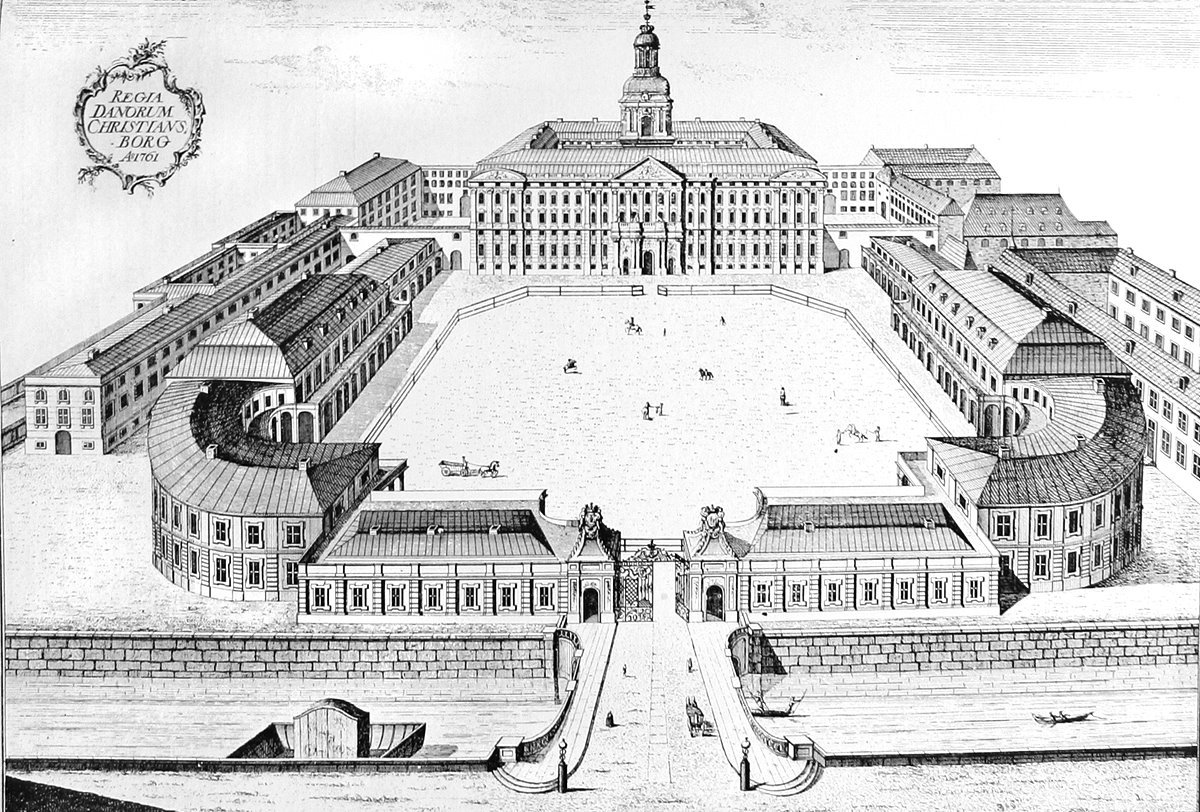
Vue du premier Christiansborg, gravure.

#### Intérieur
Il comprenait en tout six étages : le sous-sol, l'étage-noble (ou étage des dames), une mezzanine, l'étage du roi, l'étage du prince héritier et la mezzanine supérieure ; ce découpage des niveaux était un emprunt du château de Copenhague, mais la nomenclature en était nouvelle,. Comme son nom l'indique, le couple royal avait ses appartements à l'étage royal, celui de la reine se trouvant dans l'aile Nord (jouxtant l'église). Le reste de l'étage était divisé entre chambre privée du roi, salle de spectacle et salle de la Cour Suprême.

#### L'incendie de 1794
La vie à la cour y fut somptueuse, jusqu'au 26 février 1794 où un incendie se déclara. Il débuta dans la cheminée des appartements du prince héritier, dans l'aile principale du palais, puis se propagea en quelques heures : une grande foule se mobilisa pour sauver non seulement le palais et ses biens, mais aussi les bâtiments environnants touchés par le brasier.
Il y eut de nombreuses pertes humaines et matérielles, notamment parmi les meubles et œuvres d'art du roi.

### Le second Christiansborg
Alors que la famille royale vivait dans des logements temporaires au palais d'Amalienborg après l'incendie, l'architecte danois Christian Frederik Hansen fut appelé à Copenhague pour ressusciter le palais. Hansen commença à construire le deuxième Christiansborg en 1803 dans un style néo-classique. Au moment où le palais fut terminé en 1828, le roi Frédéric VI avait décidé qu'il ne voulait pas y vivre après tout, ne l'utilisant que pour les réceptions d’apparat. Le roi Frédéric VII fut le seul monarque à l'habiter entre 1852 et 1863.
L'introduction de la démocratie au Danemark en 1848 donna au pays son premier parlement, le Rigsdag composé du Landstinget (la Chambre haute) et du Folketinget (alors la Chambre basse). Le roi Frédéric VII leur céda alors une partie du palais, et les deux chambres emménagèrent dans le palais de Christiansborg en janvier 1850.

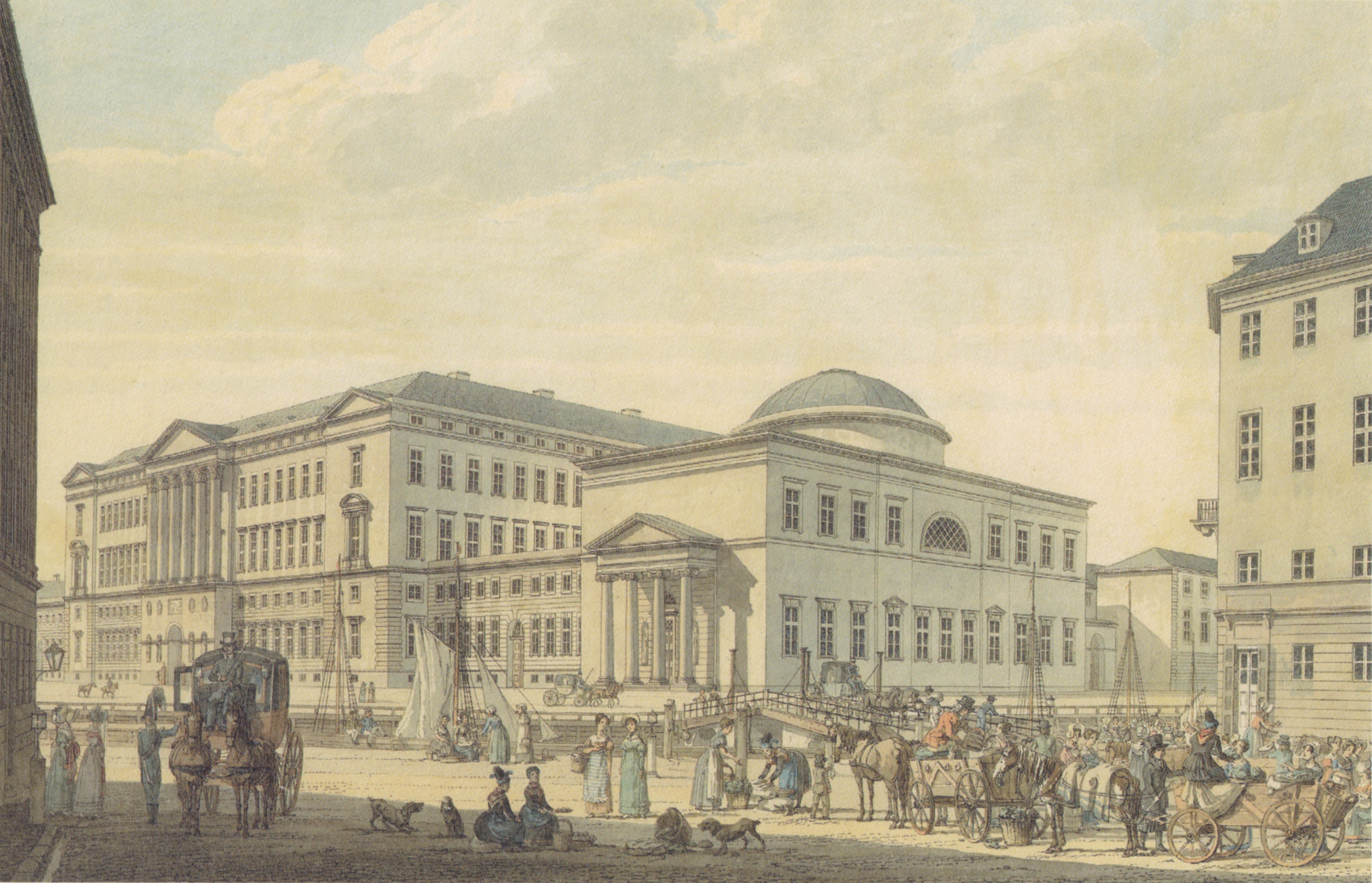
Le second Christiansborg en 1827.
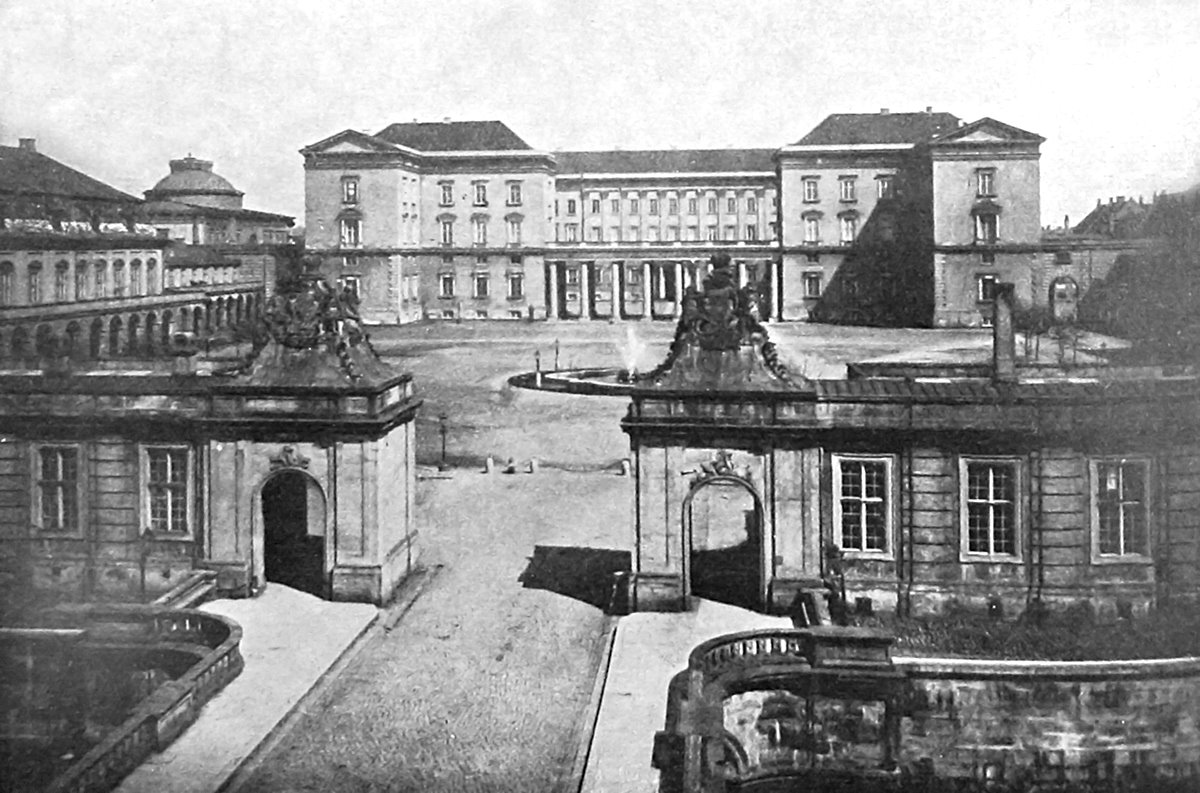
Vue du second Christiansborg.

#### L'incendie de 1884
Le 3 octobre 1884, la majeure partie du second palais disparut en fumée lors d'un autre incendie. Cette fois, par un effort spectaculaire, il fut possible de sauver la chapelle et le carrousel. Cependant, l'incendie s'était tellement ralenti dans son développement qu'il fut possible de vider de grandes parties du palais de leur contenu, archives, livres, argenterie, etc., de sorte que les pertes ne furent pas aussi importantes que lors de l'incendie précédent.

### Le troisième Christiansborg

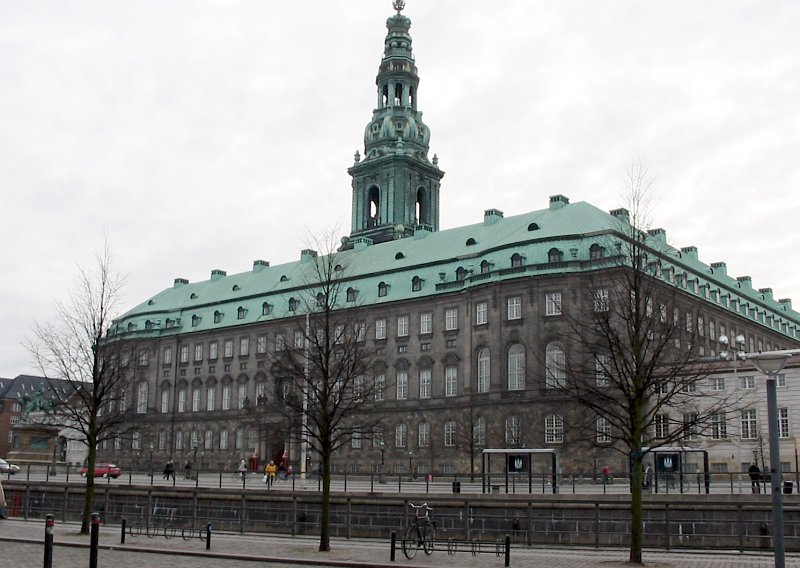
Christiansborg.
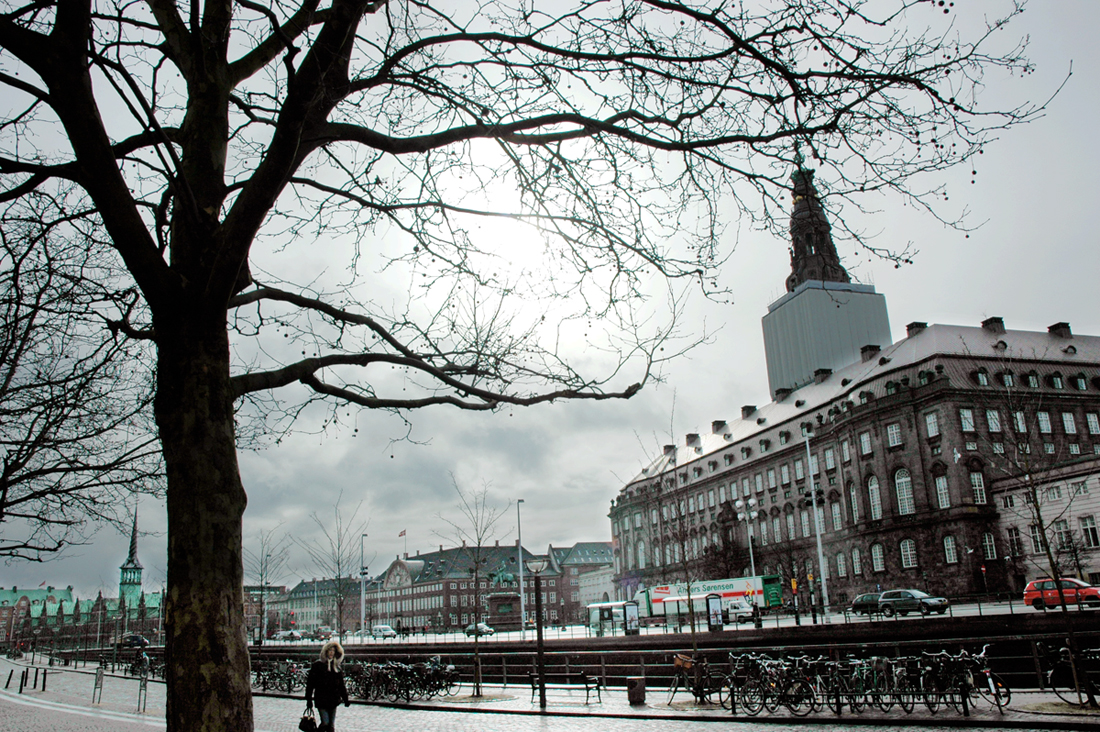
Christiansborg.
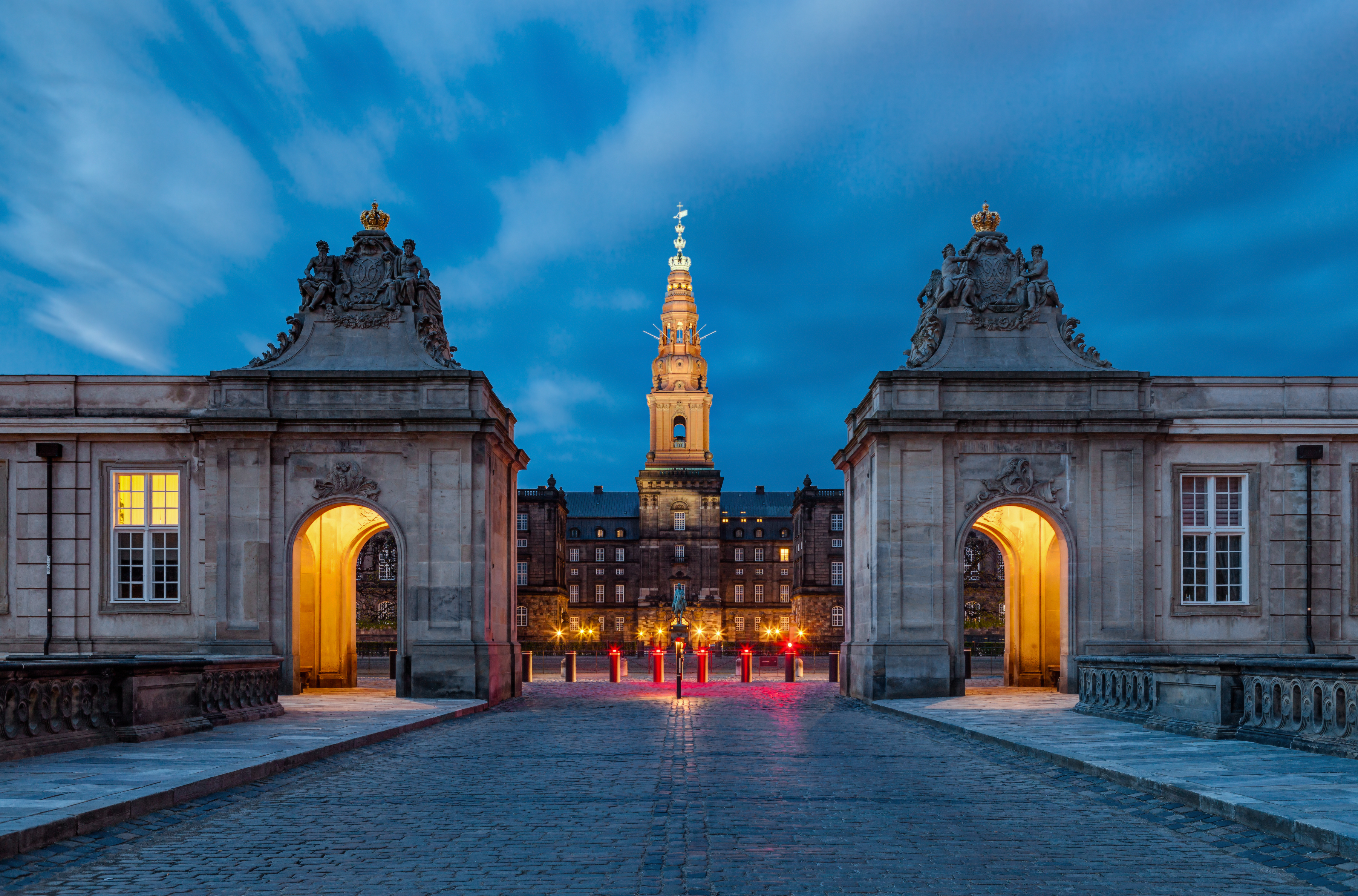
Christiansborg.